# Halowe Mistrzostwa Świata w Lekkoatletyce 1993 – bieg na 3000 m kobiet
Bieg na 3000 m kobiet – jedna z konkurencji rozgrywanych podczas halowych mistrzostw świata w lekkoatletyce w 1993, zmagania w niej odbyły się 13 marca.
Do konkursu zgłoszonych zostało 12 zawodniczek z 11 państw.
Zawody w tej konkurencji wygrała reprezentantka Wielkiej Brytanii Yvonne Murray. Drugą pozycję zajęła zawodniczka z Rumunii Margareta Keszeg, trzecią zaś reprezentująca Stany Zjednoczone Lynn Jennings.

## Wyniki
| Miejsce | Zawodniczka          | Państwo           | Wynik   | Uwagi |
| ------- | -------------------- | ----------------- | ------- | ----- |
| 01 !    | Yvonne Murray        | Wielka Brytania   | 8:50,55 |       |
| 02 !    | Margareta Keszeg     | Rumunia           | 9:02,89 |       |
| 03 !    | Lynn Jennings        | Stany Zjednoczone | 9:03,78 |       |
| 4.      | Christina Mai        | Niemcy            | 9:04,14 |       |
| 5.      | Ulla Marquette       | Kanada            | 9:04,72 |       |
| 6.      | Elly van Hulst       | Holandia          | 9:08,33 |       |
| 7.      | Marina Bastos        | Portugalia        | 9:13,13 |       |
| 8.      | Alejandra Ramos      | Chile             | 9:15,22 | NR    |
| 9.      | Natalia Azpiazu      | Hiszpania         | 9:23,50 |       |
| 10.     | Geraldine Hendricken | Irlandia          | 9:27,89 |       |
| 11.     | Olga Kowpotina       | Rosja             | 9:31,26 |       |
| –       | Kathy Franey         | Stany Zjednoczone | DSQ     |       |